# 亞納奧爾科山 (南利佩斯縣)
21°46′29″S 66°41′18″W / 21.77472°S 66.68833°W
亞納奧爾科山（Yana Urqu），是玻利維亞的山峰，位於該國西南部波托西省南利佩斯县，處於尤拉赫奧爾科山以南，屬於安第斯山脈的一部分，海拔高度4,623米。